# Посёлок бывшей МТС
Бывшей МТС — посёлок Слободского сельского поселения Михайловского района Рязанской области.

## Население
| 2010 |
| ---- |
| 22   |